# 宜永貴
宜永貴（？—？），是中國清朝官員，於1655年擔任福建巡撫，主要從事福建之軍政事務，品等約為二品。
| 前任： 佟國器 | 福建巡撫 1655年上任 | 繼任： 劉漢祚 |